# Aulonocnemis tenuis
Aulonocnemis tenuis är en skalbaggsart som beskrevs av Ludwig Wilhelm Schaufuss 1890. Aulonocnemis tenuis ingår i släktet Aulonocnemis och familjen Aulonocnemidae. Inga underarter finns listade.